# Zainab Jallow
Zainab Jallow (geb. im 20. Jahrhundert) ist eine gambische Molekularbiologin.

## Leben
Jallow studierte an der Florida Agricultural and Mechanical University (USA) und erwarb 1998 einen Bachelorabschluss in Biologie. 2002 erhielt sie einen Masterabschluss in Molekularbiologie an der Vrije Universiteit Brussel (Belgien). Ihre Promotion an der Radboud-Universität Nijmegen (Niederlande) schloss sie 2006 in Molekularbiologie ab.
Als in Gambia 2013 die Lebensmittelüberwachungsbehörde Food Safety and Quality Authority (FSQA) die Arbeit aufnahm, wurde sie zunächst mit der stellvertretenden Leitung betraut. Ab Januar 2014 war sie Direktorin der FSQA.
Im Oktober 2019 protestierten mehrere Angestellte gegen die Amtsführung Jallows und warfen ihr Verstoß gegen Vorschriften, Korruption, Amtsmissbrauch und Veruntreuung von Geldern vor. In der Folge wurden mehrere Mitarbeiter kurzfristig versetzt. Ihre Amtsführung wurde als diktatorisch beschrieben. Im selben Monat wurden 28 Mitarbeiter wegen der Proteste entlassen. Im Februar 2020 wurden bei zwei weiteren Personen die Gehaltszahlungen eingestellt.
Zainab Jallow wurde Anfang April 2020 von ihrem Posten entlassen und als Staatssekretärin ins Ministerium für Energie versetzt. Im Mai 2020 wurden mindestens 28 Entlassene wieder eingestellt.